# Pyroderces caesaris
Pyroderces caesaris ist ein Schmetterling (Nachtfalter) aus der Familie der Prachtfalter (Cosmopterigidae).

## Merkmale
Die Falter erreichen eine Flügelspannweite von 13 bis 15 Millimeter. Die Vorderflügel sind ockerfarben braun und haben eine seidenweiße Zeichnung. Zwei schmale, längliche Linien verlaufen in der Analfalte und am Flügelinnenrand. Eine schräg nach innen verlaufende Binde befindet sich bei 1/3 der Vorderflügellänge. Eine ähnliche, weniger schräge Binde liegt in der Flügelmitte und reicht nicht bis zur Costalader. Ein sehr schräg nach außen verlaufender Strich beginnt am Außenrand der mittleren Binde. An der Costalader befinden sich einige längliche Striche, die in Richtung Apex zeigen. Eine Linie verläuft vom Innenwinkel zur Flügelspitze. In der Mitte ist sie verzweigt und zeigt in Richtung der Fransenschuppen am Flügelinnenrand. Die meisten Striche und Flecke sind unregelmäßig dunkelbraun umrandet. Die Fransenschuppen sind am Apex ockerfarben gelb und in Richtung des Flügelinnenrandes ockerfarben grau bis grau.
Bei den Männchen ist das Tegumen trapezförmig. Das rechte Brachium ist nach unten gekrümmt, das linke Brachium ist nach innen gebogen. Die Valven sind länglich. Der obere Rand ist leicht konkav und hat in der Mitte einen flachen Höcker. Der untere Rand ist nahezu gerade. Der Aedeagus ist gestutzt und hat einen sklerotisierten Basalring. Die Anellarröhre (Manica) ist gerade und verjüngt sich distal leicht. Die linke Valvella ist lang und schlank und leicht nach innen gekrümmt. Die rechte Valvella ist sehr kurz. Die Genitalarmatur der Männchen ähnelt der von Pyroderces argyrogrammos, unterscheidet sich aber in der Form des Tegumens, der Valven und der Anellarröhre.
Bei den Weibchen ist das Sterigma nahezu kreisförmig. Das Ostium befindet sich in der linken oberen Seite des Sterigma und hat einen sklerotisierten, lappenartigen Fortsatz. Der Ductus bursae ist etwas länger als der ovale Corpus bursae. Die Signa bestehen aus zwei rundlichen, schwach sklerotisierten Platten, die mit Zähnen aus verschieden großen, zungenförmigen Fortsätzen versehen ist.

### Ähnliche Arten
Im Unterschied zu Pyroderces argyrogrammos sind bei Pyroderces caesaris die Binden auf den Vorderflügeln deutlicher und durchgezogen. Die Fransenschuppen sind am Apex gelb ockerfarben. Der apikale weiße Ring der Tibien der Hinterbeine ist innen braun gesäumt.

## Verbreitung
Pyroderces caesaris ist von Spanien über den Mittelmeerraum bis in die Türkei und die Ukraine (Krim) verbreitet.

## Biologie
Die Raupen entwickeln sich an Echinops ruthenicus, Centaurea orientalis, Split-Flockenblume (Centaurea salonitana) und Cirsium sublaniflorum. Sie bohren sich in die Röhrenblüten und fressen vor allem die jungen Früchte. Nach der Überwinterung fressen sie die Früchte des letzten Jahres, aber auch ziemlich oft die Puppen anderer pflanzenfressender Insekten. Dazu zählen Rüsselkäfer- (Curculionidae) und Bohrfliegenarten (Tephritidae). Die Raupen verpuppen sich zwischen dem Pappus der Früchte. Die Art bildet eine Generation pro Jahr, die Falter fliegen von Ende Mai bis zum Herbstanfang. Die lange Flugzeit beruht auf der langen und asynchronen Entwicklung der Raupen.

## Belege
1. 1 2 3 4  J. C. Koster, S. Yu. Sinev: Momphidae, Batrachedridae, Stathmopodidae, Agonoxenidae, Cosmopterigidae, Chrysopeleiidae. In: P. Huemer, O. Karsholt, L. Lyneborg (Hrsg.): Microlepidoptera of Europe. 1. Auflage. Band 5. Apollo Books, Stenstrup 2003, ISBN 87-88757-66-8, S. 124 (englisch).
2. ↑  Pyroderces caesaris bei Fauna Europaea. Abgerufen am 20. Januar 2012